# Sebastian Szymański
Sebastian Szymański (Biała Podlaska, 10 maggio 1999) è un calciatore polacco, centrocampista del Fenerbahçe e della nazionale polacca.

## Carriera

### Club

#### Gli esordi in Polonia
Dal 2013 entra a far parte delle giovanili del Legia Varsavia. Ha esordito nella prima divisione polacca il 20 agosto 2016 all'età di 17 anni nella sconfitta casalinga per 3-1 contro l'Arka Gdynia. La stagione successiva ha giocato più regolarmente nella stagione. La stagione 2018/19 è stata quella della svolta in quanto è stato impiegato regolarmenente venendo utilizzato come trequartista, centrocampista destro o esterno sinistro. Era tra gli undici titolari in 31 delle 34 presenze in campionato. Con il Legia Varsavia, Szymański è stato campione di Polonia nel 2017 e 2018 e vincitore anche della Coppa di Polonia nel 2018.

#### Dinamo Mosca e prestito al Feyenoord
ll 31 maggio 2019, ha firmato un contratto quinquennale con la Dinamo Mosca, club della Premier League russa. Ha fatto il suo debutto in campionato il 12 luglio 2019 nella vittoria casalinga per 2-0 contro l'Arsenal Tula. È stato votato dai fan della Dynamo come "giocatore del mese" nell'ottobre 2019. Il 9 novembre 2019, ha segnato il suo primo gol con la Dinamo, l'unico gol della partita nella vittoria per 1-0 contro il Rubin Kazan. È stata la prima vittoria in trasferta della Dinamo contro il Rubin in 13 anni. Il 2 giugno 2021 ha firmato un nuovo contratto con la Dinamo per un periodo di cinque anni. È stato votato giocatore del mese dai fan della Dinamo per luglio 2021 agosto 2021 e novembre 2021. Il 22 luglio 2022, Szymański è stato ceduto in prestito al club olandese del Feyenoord per un anno con un'opzione di acquisto per il club. Ha segnato il suo primo gol per il club il 27 agosto 2022, segnando il quarto gol nella vittoria per 4-0 del club contro l'Emmen.

#### Fenerbahçe
Il 12 luglio 2023 viene acquistato dal Fenerbahçe, con cui sigla un contratto quadriennale.

### Nazionale
Ha fatto tutta la trafila nelle nazionali giovanili polacche partecipando anche alla fase finale del Campionato Europeo Under 21 del 2020. Nel maggio 2018 è stato nominato nella lista preliminare di 35 uomini della Polonia per la Coppa del Mondo 2018 in Russia. Tuttavia, non è stato scelto per far parte della lista definitiva. Ha esordito con la nazionale polacca il 9 settembre 2019 nelle qualificazioni a Euro 2020 contro l'Austria, sostituendo Kamil Grosicki al 70º minuto. Ha esordito dal primo minuto nella partita di qualificazione successiva il 10 ottobre 2019 contro la Lettonia e nel quale ha fornito un assist su uno dei gol nella quale la Polonia ha vinto 3-0 e si è assicurata un posto al torneo finale. Ha segnato il suo primo gol il 19 novembre 2019 nell'ultima partita del girone di qualificazione contro la Slovenia.
Nel novembre del 2022, viene incluso dal CT Czesław Michniewicz nella rosa polacca partecipante ai Mondiali di calcio in Qatar.

## Statistiche

### Presenze e reti nei club
Statistiche aggiornate all'11 dicembre 2024.
| Stagione                 | Squadra                  | Campionato               | Campionato | Campionato | Coppe nazionali | Coppe nazionali | Coppe nazionali | Coppe continentali | Coppe continentali | Coppe continentali | Altre coppe | Altre coppe | Altre coppe | Totale | Totale | Totale |
| Stagione                 | Squadra                  | Comp                     | Pres       | Reti       | Comp            | Pres            | Reti            | Comp               | Pres               | Reti               | Comp        | Pres        | Reti        | Pres   | Reti   |        |
| ------------------------ | ------------------------ | ------------------------ | ---------- | ---------- | --------------- | --------------- | --------------- | ------------------ | ------------------ | ------------------ | ----------- | ----------- | ----------- | ------ | ------ | ------ |
| 2016-2017                | Legia Varsavia II        | 3L                       | 9          | 2          | -               | -               | -               | -                  | -                  | -                  | -           | -           | -           | 9      | 2      |        |
| 2017-2018                | Legia Varsavia II        | 3L                       | 2          | 2          | -               | -               | -               | -                  | -                  | -                  | -           | -           | -           | 2      | 2      |        |
| Totale Legia Varsavia II | Totale Legia Varsavia II | Totale Legia Varsavia II | 11         | 4          |                 | -               | -               |                    | -                  | -                  |             | -           | -           | 11     | 4      |        |
| 2016-2017                | Legia Varsavia           | EK                       | 10         | 1          | CP              | 0               | 0               | UCL+UEL            | 0                  | 0                  | SP          | 1           | 0           | 11     | 1      |        |
| 2017-2018                | Legia Varsavia           | EK                       | 21         | 4          | CP              | 6               | 3               | UCL+UEL            | 3+2                | 1+0                | SP          | 1           | 0           | 33     | 9      |        |
| 2018-2019                | Legia Varsavia           | EK                       | 34         | 2          | CP              | 3               | 0               | UCL+UEL            | 2+2                | 0                  | SP          | 1           | 0           | 10     | 0      |        |
| Totale Legia Varsavia    | Totale Legia Varsavia    | Totale Legia Varsavia    | 65         | 7          |                 | 9               | 3               |                    | 9                  | 1                  |             | 3           | 0           | 86     | 11     |        |
| 2019-2020                | Dinamo Mosca             | PL                       | 22         | 1          | KR              | 1               | 0               | -                  | -                  | -                  | -           | -           | -           | 23     | 1      |        |
| 2020-2021                | Dinamo Mosca             | PL                       | 28         | 1          | KR              | 2               | 0               | UEL                | 1                  | 0                  | -           | -           | -           | 31     | 1      |        |
| 2021-2022                | Dinamo Mosca             | PL                       | 27         | 6          | KR              | 5               | 0               | -                  | -                  | -                  | -           | -           | -           | 32     | 6      |        |
| Totale Dinamo Mosca      | Totale Dinamo Mosca      | Totale Dinamo Mosca      | 77         | 8          |                 | 8               | 0               |                    | 1                  | 0                  |             | -           | -           | 86     | 8      |        |
| 2022-2023                | Feyenoord                | ED                       | 29         | 9          | CO              | 2               | 0               | UEL                | 9                  | 1                  | -           | -           | -           | 40     | 10     |        |
| 2023-2024                | Fenerbahçe               | SL                       | 37         | 10         | TK              | 2               | 0               | UECL               | 16                 | 3                  | ST          | 0           | 0           | 55     | 13     |        |
| 2024-2025                | Fenerbahçe               | SL                       | 24         | 2          | TK              | 1               | 0               | UCL+UEL            | 4+12               | 1+2                | -           | -           | -           | 43     | 5      |        |
| Totale Fenerbahçe        | Totale Fenerbahçe        | Totale Fenerbahçe        | 61         | 12         |                 | 3               | 0               |                    | 32                 | 6                  |             | 0           | 0           | 98     | 18     |        |
| Totale carriera          | Totale carriera          | Totale carriera          | 243        | 36         |                 | 22              | 3               |                    | 51                 | 8                  |             | 3           | 0           | 321    | 51     |        |

### Cronologia presenze e reti in nazionale
| Cronologia completa delle presenze e delle reti in nazionale ― Polonia | Cronologia completa delle presenze e delle reti in nazionale ― Polonia | Cronologia completa delle presenze e delle reti in nazionale ― Polonia | Cronologia completa delle presenze e delle reti in nazionale ― Polonia | Cronologia completa delle presenze e delle reti in nazionale ― Polonia | Cronologia completa delle presenze e delle reti in nazionale ― Polonia | Cronologia completa delle presenze e delle reti in nazionale ― Polonia | Cronologia completa delle presenze e delle reti in nazionale ― Polonia |
| Data                                                                   | Città                                                                  | In casa                                                                | Risultato                                                              | Ospiti                                                                 | Competizione                                                           | Reti                                                                   | Note                                                                   |
| ---------------------------------------------------------------------- | ---------------------------------------------------------------------- | ---------------------------------------------------------------------- | ---------------------------------------------------------------------- | ---------------------------------------------------------------------- | ---------------------------------------------------------------------- | ---------------------------------------------------------------------- | ---------------------------------------------------------------------- |
| 9-9-2019                                                               | Varsavia                                                               | Polonia                                                                | 0 – 0                                                                  | Austria                                                                | Qual. Euro 2020                                                        | -                                                                      | 70’                                                                    |
| 10-10-2019                                                             | Riga                                                                   | Lettonia                                                               | 0 – 3                                                                  | Polonia                                                                | Qual. Euro 2020                                                        | -                                                                      |                                                                        |
| 13-10-2019                                                             | Varsavia                                                               | Polonia                                                                | 2 – 0                                                                  | Macedonia del Nord                                                     | Qual. Euro 2020                                                        | -                                                                      | 40’ 68’                                                                |
| 16-11-2019                                                             | Gerusalemme                                                            | Israele                                                                | 1 – 2                                                                  | Polonia                                                                | Qual. Euro 2020                                                        | -                                                                      | 63’                                                                    |
| 19-11-2019                                                             | Varsavia                                                               | Polonia                                                                | 3 – 2                                                                  | Slovenia                                                               | Qual. Euro 2020                                                        | 1                                                                      | 86’                                                                    |
| 4-9-2020                                                               | Amsterdam                                                              | Paesi Bassi                                                            | 1 – 0                                                                  | Polonia                                                                | UEFA Nations League 2020-2021 - 1º turno                               | -                                                                      |                                                                        |
| 7-9-2020                                                               | Zenica                                                                 | Bosnia ed Erzegovina                                                   | 1 – 2                                                                  | Polonia                                                                | UEFA Nations League 2020-2021 - 1º turno                               | -                                                                      | 80’                                                                    |
| 11-10-2020                                                             | Danzica                                                                | Polonia                                                                | 0 – 0                                                                  | Italia                                                                 | UEFA Nations League 2020-2021 - 1º turno                               | -                                                                      | 59’                                                                    |
| 11-11-2020                                                             | Chorzów                                                                | Polonia                                                                | 2 – 0                                                                  | Ucraina                                                                | Amichevole                                                             | -                                                                      | 83’                                                                    |
| 15-11-2020                                                             | Reggio Emilia                                                          | Italia                                                                 | 2 – 0                                                                  | Polonia                                                                | UEFA Nations League 2020-2021 - 1º turno                               | -                                                                      | 46’                                                                    |
| 25-3-2021                                                              | Budapest                                                               | Ungheria                                                               | 3 – 3                                                                  | Polonia                                                                | Qual. Mondiali 2022                                                    | -                                                                      | 58’                                                                    |
| 24-3-2022                                                              | Glasgow                                                                | Scozia                                                                 | 1 – 1                                                                  | Polonia                                                                | Amichevole                                                             | -                                                                      |                                                                        |
| 29-3-2022                                                              | Chorzów                                                                | Polonia                                                                | 2 – 0                                                                  | Svezia                                                                 | Qual. Mondiali 2022                                                    | -                                                                      |                                                                        |
| 8-6-2022                                                               | Bruxelles                                                              | Belgio                                                                 | 6 – 1                                                                  | Polonia                                                                | UEFA Nations League 2022-2023 - 1º turno                               | -                                                                      | 66’                                                                    |
| 14-6-2022                                                              | Varsavia                                                               | Polonia                                                                | 0 – 1                                                                  | Belgio                                                                 | UEFA Nations League 2022-2023 - 1º turno                               | -                                                                      | 70’                                                                    |
| 22-9-2022                                                              | Varsavia                                                               | Polonia                                                                | 0 – 2                                                                  | Paesi Bassi                                                            | UEFA Nations League 2022-2023 - 1º turno                               | -                                                                      | 70’                                                                    |
| 25-9-2022                                                              | Cardiff                                                                | Galles                                                                 | 0 – 1                                                                  | Polonia                                                                | UEFA Nations League 2022-2023 - 1º turno                               | -                                                                      | 83’                                                                    |
| 16-11-2022                                                             | Varsavia                                                               | Polonia                                                                | 1 – 0                                                                  | Cile                                                                   | Amichevole                                                             | -                                                                      |                                                                        |
| 22-11-2022                                                             | Doha                                                                   | Messico                                                                | 0 – 0                                                                  | Polonia                                                                | Mondiali 2022 - 1º turno                                               | -                                                                      | 72’                                                                    |
| 4-12-2022                                                              | Doha                                                                   | Francia                                                                | 3 – 1                                                                  | Polonia                                                                | Mondiali 2022 - Ottavi di finale                                       | -                                                                      | 64’                                                                    |
| 24-3-2023                                                              | Praga                                                                  | Rep. Ceca                                                              | 3 – 1                                                                  | Polonia                                                                | Qual. Euro 2024                                                        | -                                                                      | 65’                                                                    |
| 27-3-2023                                                              | Varsavia                                                               | Polonia                                                                | 1 – 0                                                                  | Albania                                                                | Qual. Euro 2024                                                        | -                                                                      | 88’                                                                    |
| 16-6-2023                                                              | Varsavia                                                               | Polonia                                                                | 1 – 0                                                                  | Germania                                                               | Amichevole                                                             | -                                                                      | 46’                                                                    |
| 20-6-2023                                                              | Chișinău                                                               | Moldavia                                                               | 3 – 2                                                                  | Polonia                                                                | Qual. Euro 2024                                                        | -                                                                      |                                                                        |
| 7-9-2023                                                               | Varsavia                                                               | Polonia                                                                | 2 – 0                                                                  | Fær Øer                                                                | Qual. Euro 2024                                                        | -                                                                      | 80’                                                                    |
| 10-9-2023                                                              | Tirana                                                                 | Albania                                                                | 2 – 0                                                                  | Polonia                                                                | Qual. Euro 2024                                                        | -                                                                      | 61’                                                                    |
| 12-10-2023                                                             | Tórshavn                                                               | Fær Øer                                                                | 0 – 2                                                                  | Polonia                                                                | Qual. Euro 2024                                                        | 1                                                                      | 59’                                                                    |
| 15-10-2023                                                             | Varsavia                                                               | Polonia                                                                | 1 – 1                                                                  | Moldavia                                                               | Qual. Euro 2024                                                        | -                                                                      | 72’                                                                    |
| 17-11-2023                                                             | Varsavia                                                               | Polonia                                                                | 1 – 1                                                                  | Rep. Ceca                                                              | Qual. Euro 2024                                                        | -                                                                      | 85’                                                                    |
| 21-11-2023                                                             | Varsavia                                                               | Polonia                                                                | 2 – 0                                                                  | Lettonia                                                               | Amichevole                                                             | -                                                                      | 78’                                                                    |
| 21-3-2024                                                              | Varsavia                                                               | Polonia                                                                | 5 – 1                                                                  | Estonia                                                                | Qual. Euro 2024                                                        | 1                                                                      | 72’                                                                    |
| 26-3-2024                                                              | Cardiff                                                                | Galles                                                                 | 0 – 0 dts (4 – 5 dtr)                                                  | Polonia                                                                | Qual. Euro 2024                                                        | -                                                                      | 101’                                                                   |
| 7-6-2024                                                               | Varsavia                                                               | Polonia                                                                | 3 – 1                                                                  | Ucraina                                                                | Amichevole                                                             | -                                                                      |                                                                        |
| 10-6-2024                                                              | Varsavia                                                               | Polonia                                                                | 2 – 1                                                                  | Turchia                                                                | Amichevole                                                             | -                                                                      | 46’                                                                    |
| 16-6-2024                                                              | Amburgo                                                                | Polonia                                                                | 1 – 2                                                                  | Paesi Bassi                                                            | Euro 2024 - 1º turno                                                   | -                                                                      | 46’                                                                    |
| 25-6-2024                                                              | Dortmund                                                               | Francia                                                                | 1 – 1                                                                  | Polonia                                                                | Euro 2024 - 1º turno                                                   | -                                                                      | 68’                                                                    |
| 5-9-2024                                                               | Glasgow                                                                | Scozia                                                                 | 2 – 3                                                                  | Polonia                                                                | UEFA Nations League 2024-2025 - 1º turno                               | 1                                                                      | 82’                                                                    |
| 8-9-2024                                                               | Osijek                                                                 | Croazia                                                                | 1 – 0                                                                  | Polonia                                                                | UEFA Nations League 2024-2025 - 1º turno                               | -                                                                      | 86’                                                                    |
| 12-10-2024                                                             | Varsavia                                                               | Polonia                                                                | 1 – 3                                                                  | Portogallo                                                             | UEFA Nations League 2024-2025 - 1º turno                               | -                                                                      | 84’                                                                    |
| 15-10-2024                                                             | Varsavia                                                               | Polonia                                                                | 3 – 3                                                                  | Croazia                                                                | UEFA Nations League 2024-2025 - 1º turno                               | 1                                                                      |                                                                        |
| 18-11-2024                                                             | Varsavia                                                               | Polonia                                                                | 1 – 2                                                                  | Scozia                                                                 | UEFA Nations League 2024-2025 - 1º turno                               | -                                                                      |                                                                        |
| 21-3-2025                                                              | Varsavia                                                               | Polonia                                                                | 1 – 0                                                                  | Lituania                                                               | Qual. Mondiali 2026                                                    | -                                                                      |                                                                        |
| 24-3-2025                                                              | Varsavia                                                               | Polonia                                                                | 2 – 0                                                                  | Malta                                                                  | Qual. Mondiali 2026                                                    | -                                                                      |                                                                        |
| 6-6-2025                                                               | Varsavia                                                               | Polonia                                                                | 2 – 0                                                                  | Moldavia                                                               | Amichevole                                                             | -                                                                      | 46’                                                                    |
| 10-6-2025                                                              | Helsinki                                                               | Finlandia                                                              | 2 – 1                                                                  | Polonia                                                                | Qual. Mondiali 2026                                                    | -                                                                      |                                                                        |
| Totale                                                                 |                                                                        | Presenze                                                               | 45                                                                     |                                                                        | Reti                                                                   | 5                                                                      |                                                                        |

| Cronologia completa delle presenze e delle reti in nazionale ― Polonia under 21 | Cronologia completa delle presenze e delle reti in nazionale ― Polonia under 21 | Cronologia completa delle presenze e delle reti in nazionale ― Polonia under 21 | Cronologia completa delle presenze e delle reti in nazionale ― Polonia under 21 | Cronologia completa delle presenze e delle reti in nazionale ― Polonia under 21 | Cronologia completa delle presenze e delle reti in nazionale ― Polonia under 21 | Cronologia completa delle presenze e delle reti in nazionale ― Polonia under 21 | Cronologia completa delle presenze e delle reti in nazionale ― Polonia under 21 |
| Data                                                                            | Città                                                                           | In casa                                                                         | Risultato                                                                       | Ospiti                                                                          | Competizione                                                                    | Reti                                                                            | Note                                                                            |
| ------------------------------------------------------------------------------- | ------------------------------------------------------------------------------- | ------------------------------------------------------------------------------- | ------------------------------------------------------------------------------- | ------------------------------------------------------------------------------- | ------------------------------------------------------------------------------- | ------------------------------------------------------------------------------- | ------------------------------------------------------------------------------- |
| 1-9-2017                                                                        | Gori                                                                            | Georgia under 21                                                                | 0 – 3                                                                           | Polonia under 21                                                                | Qual. Europeo Under-21 2019                                                     | -                                                                               | 88’                                                                             |
| 6-10-2017                                                                       | -                                                                               | Polonia under 21                                                                | 3 – 3                                                                           | Finlandia under 21                                                              | Qual. Europeo Under-21 2019                                                     | -                                                                               |                                                                                 |
| 10-11-2017                                                                      | Tórshavn                                                                        | Fær Øer under 21                                                                | 2 – 2                                                                           | Polonia under 21                                                                | Qual. Europeo Under-21 2019                                                     | -                                                                               | 62’                                                                             |
| 14-11-2017                                                                      | Gdynia                                                                          | Polonia under 21                                                                | 3 – 1                                                                           | Danimarca under 21                                                              | Qual. Europeo Under-21 2019                                                     | -                                                                               | 83’                                                                             |
| 27-3-2018                                                                       | -                                                                               | Polonia under 21                                                                | 1 – 0                                                                           | Lituania under 21                                                               | Qual. Europeo Under-21 2019                                                     | -                                                                               | 68’                                                                             |
| 7-9-2018                                                                        | Lubin                                                                           | Polonia under 21                                                                | 1 – 1                                                                           | Fær Øer under 21                                                                | Qual. Europeo Under-21 2019                                                     | -                                                                               | 44’                                                                             |
| 11-9-2018                                                                       | Helsinki                                                                        | Finlandia under 21                                                              | 1 – 3                                                                           | Polonia under 21                                                                | Qual. Europeo Under-21 2019                                                     | -                                                                               | 58’                                                                             |
| 12-10-2018                                                                      | Aalborg                                                                         | Danimarca under 21                                                              | 1 – 1                                                                           | Polonia under 21                                                                | Qual. Europeo Under-21 2019                                                     | -                                                                               |                                                                                 |
| 16-10-2018                                                                      | Gdynia                                                                          | Polonia under 21                                                                | 3 – 0                                                                           | Georgia under 21                                                                | Qual. Europeo Under-21 2019                                                     | -                                                                               |                                                                                 |
| 16-11-2018                                                                      | Zabrze                                                                          | Polonia under 21                                                                | 0 – 1                                                                           | Portogallo under 21                                                             | Qual. Europeo Under-21 2019                                                     | -                                                                               | 72’                                                                             |
| 20-11-2018                                                                      | Chaves                                                                          | Portogallo under 21                                                             | 1 – 3                                                                           | Polonia under 21                                                                | Qual. Europeo Under-21 2019                                                     | 1                                                                               | 69’                                                                             |
| 21-3-2019                                                                       | Bristol                                                                         | Inghilterra under 21                                                            | 1 – 1                                                                           | Polonia under 21                                                                | Amichevole                                                                      | 1                                                                               | 80’                                                                             |
| 26-3-2019                                                                       | Grodzisk Wielkopolski                                                           | Polonia under 21                                                                | 0 – 2                                                                           | Serbia under 21                                                                 | Amichevole                                                                      | -                                                                               | 61’                                                                             |
| 16-6-2019                                                                       | Reggio Emilia                                                                   | Polonia under 21                                                                | 3 – 2                                                                           | Belgio under 21                                                                 | Europeo Under-21 2019 - 1º turno                                                | 1                                                                               |                                                                                 |
| 19-6-2019                                                                       | Bologna                                                                         | Italia under 21                                                                 | 0 – 1                                                                           | Polonia under 21                                                                | Europeo Under-21 2019 - 1º turno                                                | -                                                                               |                                                                                 |
| 22-6-2019                                                                       | Bologna                                                                         | Spagna under 21                                                                 | 5 – 0                                                                           | Polonia under 21                                                                | Europeo Under-21 2019 - 1º turno                                                | -                                                                               |                                                                                 |
| Totale                                                                          |                                                                                 | Presenze                                                                        | 16                                                                              |                                                                                 | Reti                                                                            | 3                                                                               |                                                                                 |

## Palmarès

### Club

#### Competizioni nazionali
- Campionato polacco: 2

Legia Varsavia: 2016-2017, 2017-2018
- Coppa di Polonia: 1

Legia Varsavia: 2017-2018
- Campionato olandese: 1

Feyenoord: 2022-2023